# Daskabát (Třeboň)
Daskabát je ulice v jihočeském městě Třeboni, v části Třeboň II. Kilometr dlouhá ulice byla po přeložce výpadové silnice I/34 (E551) z Třeboně do Českých Budějovic rozdělena touto silnicí na dvě samostatné části, které spojuje jen přechod pro pěší. Na mapách bývá uváděn místní název Daskabát i pro oblast na severozápadním okraji Třeboně, vymezenou zhruba silnicí I/34 na jihu, ulicí Daskabát na západě a ulicí Dana Bartoše na severu. Na jiných mapách se k místnímu názvu Daskabát vztahuje i území na jih od silnice I/34.

## Historie
Osada zvaná Daskabát vznikla ve středověku na původní silnici, respektive stezce (Vitorazská stezka), vedoucí od třeboňské Břilické a později Budějovické brány přes Daskabát a dále po dnes již zrušené cestě k Břilickému rybníku a do vesnice Břilice. Později osada Daskabát splynula s Břilickým předměstím Třeboně.
V zimě 1741–1742 byla za válek o dědictví habsburské přivedena do Třeboně skupina Francouzů, zajatých u Staré Hlíny. Když mezi nimi vypukly nakažlivé nemoci, byli izolováni  tomto prostoru, který byl původně za městem, v lazaretu na Daskabátě a tam jich pak sedm zemřelo. Pochováni byli do společného hrobu a na malé mohyle. Ta se nachází na travnaté ploše v malém parčíku na křižovatce ulic Líbalova a Daskabát, v prostoru nazývaném U Francouzů (někde též uváděno U Francouze). Na to odkazuje i jméno ulice U Francouzů, která nedaleko  do ulice Daskabát ústí. Hrob byl patrně vybrán s ohledem na již stojící boží muka, která tu stojí dodnes. Charakter božích muk odráží gotické tvarosloví, jejich vznik lze datovat přibližně do 16. nebo počátku 17. století.
Daskabát se dostal i do literatury díky spisovateli Františku Heřmánkovi, který děj své knihy U bratra celého světa, odehrávající se v 16. století, situoval do hospody zvané Na Daskabátě. Ta ovšem není totožná s pozdější hospodou Daskabát.
Po roce 1989 zahájila činnost v ulici Daskabát řada penzionů a roste i zástavba na dříve volném prostranství směrem k ulici Sídliště.

## Významné budovy a místa
- Boží muka[6] na rohu ulic Daskabát a Líbalova, v lokalitě zvané U Francouzů, nebo též Háječek, jsou památkově chráněnou kulturní památkou.[7] Jedná se o velmi hodnotný příklad kvalitní drobné kamenné historické sakrální architektury dochované v autentickém stavu na původním místě. Tato boží muka výrazně zhodnocují své prostředí a upomínají na významné historické události.
- Domov seniorů Třeboň[8]
- V domě na rohu Daskabátu a dnešní Líbalovy ulice od jeho postavení až do své smrti žil a pracoval akademický malíř František Líbal

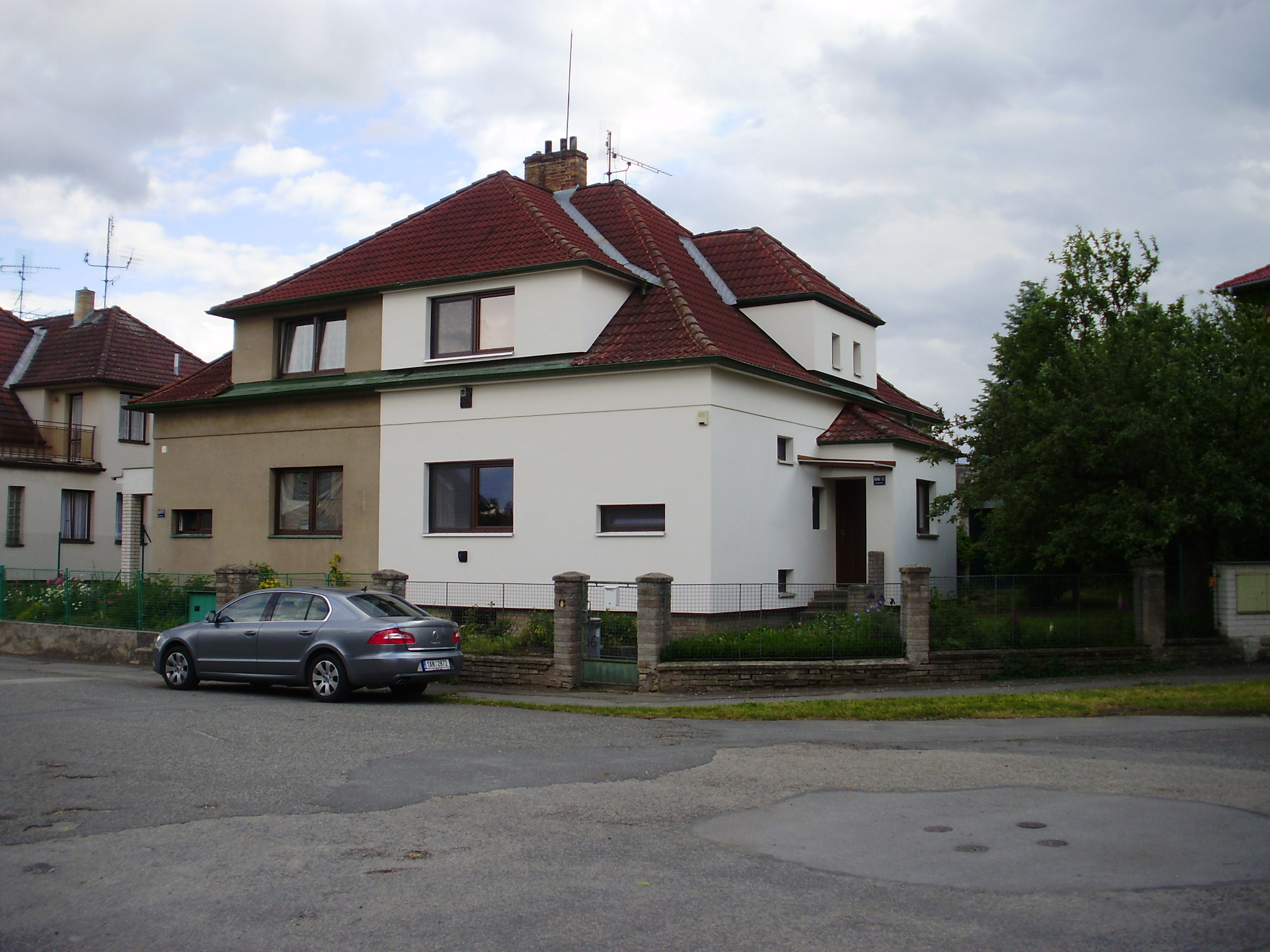
Dům kde žil a pracoval akad. malíř F. Líbal

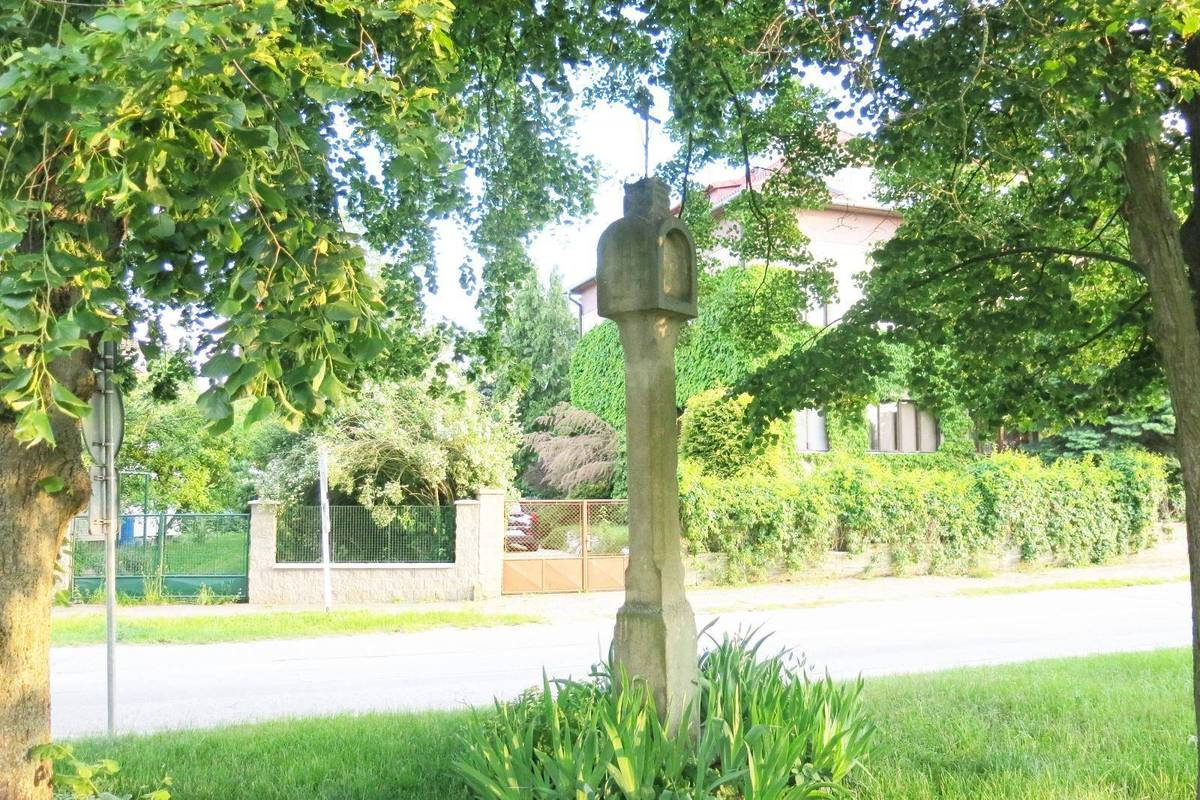
Boží muka na rohu ulic Daskabát a Líbalova v Třeboni